# سیارک ۲۷۶۴
سیارک ۲۷۶۴ (به انگلیسی: 2764 Moeller، نامگذاری:1981CN) دو هزار و هفتصد و شصت و چهارمین سیارک کشف شده‌است که در ۸ فوریه ۱۹۸۱ کشف شد.
قدر مطلق سیارک برابر ۱۳٫۶۰ است.